# Антисемитские скульптуры
Антисемитизм находит выражение в скульптуре, передающей направленные против евреев стереотипы и наветы. Негативные изображения евреев, основанные на принятых догматах и представлениях, имели распространение уже в средневековом искусстве. Особенно яркими являются мотивы противопоставления Церкви и Синагоги и связи евреев со свиньями. В эпоху Возрождения искусство продолжало игнорировать евреев или искажать их образ. Современные подходы к этим памятникам предполагают их сохранение, но с установкой поясняющих стендов или табличек, направленных на борьбу с антисемитизмом.

## Традиционная скульптура
Аллегорические изображения евреев широко встречаются на церковной резьбе, витражах и фризах, а также на страницах иллюминированных рукописей из многих частей средневековой Европы. Шаблонный зловещий образ еврея, который был сформирован на фоне средневековой христианской культуры, основанной на твердо установленных догматах и стереотипах, неоднократно повторялся в разных вариантах и передавался в поколениях в формах баллады, мистерии, в иконописи, церковной скульптуре, проповеди с амвона и в фольклоре.

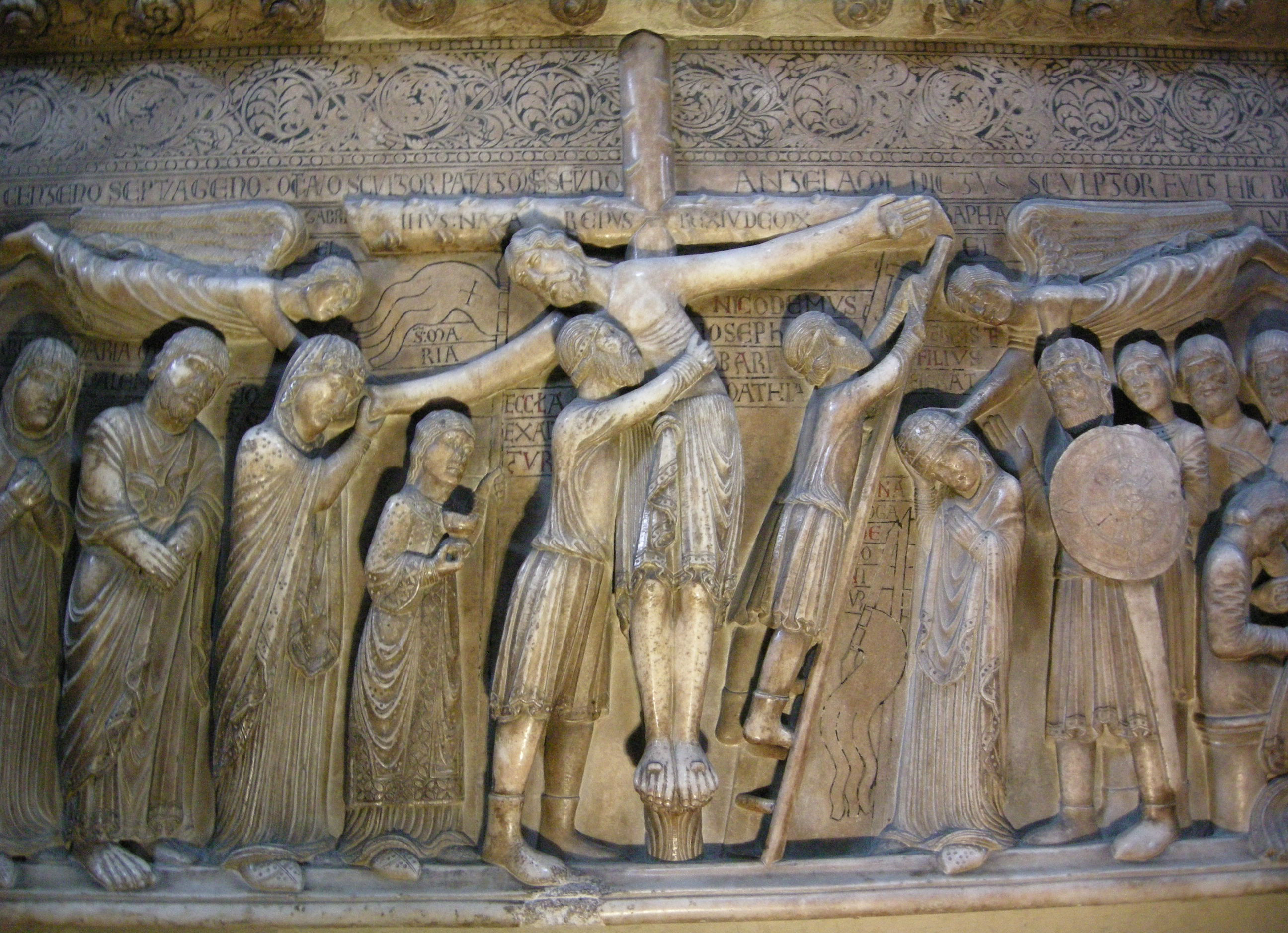
Мраморный рельеф Бенедетто Антелами, изображающий ангела, лишающего Синагогу её достоинства

В христианской антиеврейской скульптуре наиболее известны парные женские статуи Ecclesia et Synagoga (Церковь и Синагога), в которых торжествующая Церковь часто представлена коронованной девой, держащей чашу или крест, тогда как удручённая фигура Синагоги — с завязанными глазами (возможно, отсылка к 2Кор. 3:13—16) и несущей разбитые скрижали Моисеева закона. Показательные примеры можно найти на внешней стороне Страсбургского и Бамбергского соборов. В резьбе по дереву на хоровой скамье в Эрфуртском соборе Церковь изображена верхом на гарцующем коне и атакующей Синагогу, восседающую верхом на свинье. Популярный мотив Ecclesia et Synagoga с течением времени демонстрирует всё более выраженную негативную оценку иудаизма. В эпоху Каролингов эти две царственные дамы, поставленные в оппозицию, напоминали об общей теологической основе, разделяемой христианством и иудаизмом. Но с течением времени изображение Синагоги становилось всё более несимпатичным и уничижительным. Так, мраморный рельеф Бенедетто Антелами «Снятие с креста» изображает ангела, лишающего Синагогу всего её достоинства, что передаёт ухудшающееся положение европейского еврейства в XII веке.
Похожие тенденции можно проследить в художественных интерпретациях повествований о Страстях Господних. С поздней Античности до эпохи Каролингов графические изображения Страстей не включали евреев. Так, саркофаг середины IV века из катакомб Домитиллы изображает Страсти Христа как дело рук римлян. Даже допрос Пилата не включает обязательных еврейских обвинителей. Однако с XI века образ начал меняться. Следуя антиеврейским тенденциям литературных текстов, преступниками стали изображаться евреи, часто узнаваемые по «еврейским шапкам» или другим предписанным для евреев идентификационным признакам, например на скульптурах в Наумбургском соборе.
Более откровенно карикатурно конфликт между христианством и иудаизмом отражён в ассоциации евреев со свиньёй, мясо которой их религия запрещает употреблять в пищу. В средневековых и более поздних христианских изображениях евреи часто изображались вступающими в содомитские сношения со свиньей. К XIII веку у входа в немецкие церкви появляются деревянные скульптуры, поставленные часто по заказу муниципалитета, изображающие уродливых евреев, которые присосались к заду или сосцам свиньи. Такие группы, названные «еврейская свинья» (нем. Judensau), вскоре после этого появились также на территории нынешних Австрии, Франции, Бельгии. Эти оскорбительные скульптуры эпохи Высокого Средневековья можно найти на многочисленных церквях и нецерковных зданиях, особенно в Германии. В Баварии насчитывается около дюжины таких скульптур.
Уполномоченный правительства Баварии по вопросам еврейской жизни и борьбы с антисемитизмом, по мемориальной работе и историческому наследию доктор Шпенле инициировал круглый стол с участием представителей еврейских общин, двух христианских церквей, государственных учреждений и специализированных органов по вопросу о том, как бороться с антисемитскими клеветническими скульптурами. Все участники согласились не удалять антисемитские изображения, а описывать и давать им чёткую оценку на месте их размещения. В Регенсбургском соборе у соответствующей скульптуры установлена информационная доска, разработанная по предложению доктора Шпенле совместно с еврейской общиной, епархией Регенсбурга, Свободным государством Бавария, а также специалистами-историками. Скульптура была установлена в соборе в XIV веке напротив еврейского квартала. Она изображает еврейских мужчин, сосущих соски свиньи и говорящих ей на ухо. Евреев можно распознать по «еврейским шляпам».

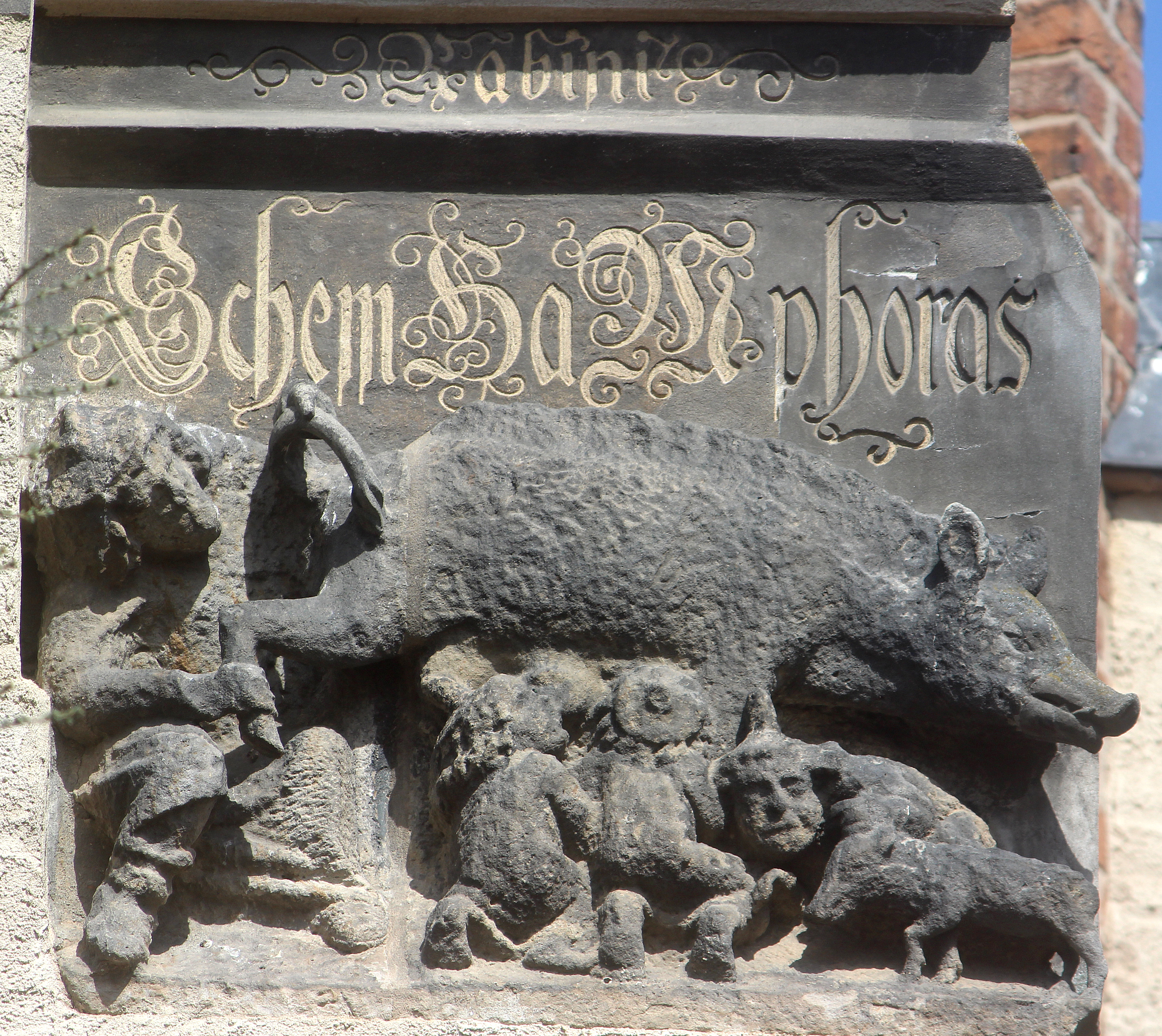
Юдензау на церкви Виттенберга, которую упоминал Мартин Лютер

Один из рельефов юдензау на городской церкви в Виттенберге в Германии изобрает раввина, поднимающего хвост свиньи и разглядывающего её зад, в то время как другие евреи сосут её соски. Именно на скульптуре этой церкви останавливался в одном из своих двух антиеврейских трактатов Мартин Лютер, утверждая, что свинья является стержнем еврейских способностей и интеллекта. В 1980-х годах церковная община этого восточногерманского города установила на земле рядом со стеной церкви мемориал в память о Холокосте. Также недавно был установлен информационный щит, призванный поместить антисемитский рельеф в его исторический контекст. Еврейский активист Михаэль Дюльманн пытался добиться удаления скульптуры. В 2020 году региональный апелляционный суд Саксонии-Анхальт в Наумбурге постановил, что, хотя скульптура оскорбительна, если её рассматривать саму по себе, — но «в контексте, в который её поместила современная церковь, она утратила свой оскорбительный характер».
Искусство эпохи Возрождения отодвинуло историческое еврейство ещё дальше. Библейские жанры выбирались для того, чтобы представить совершенство человеческой формы. Библейские образы были приближены к античным, как, например, скульптура Микеланджело «Давид», которая изображает необрезанного царя Израиля. Художественная традиция, интерпретирующая библейские сюжеты, сформирована христианской иконографией, которая либо изображала еврейство в негативном свете, либо полностью игнорировала его.

## Мемориалы

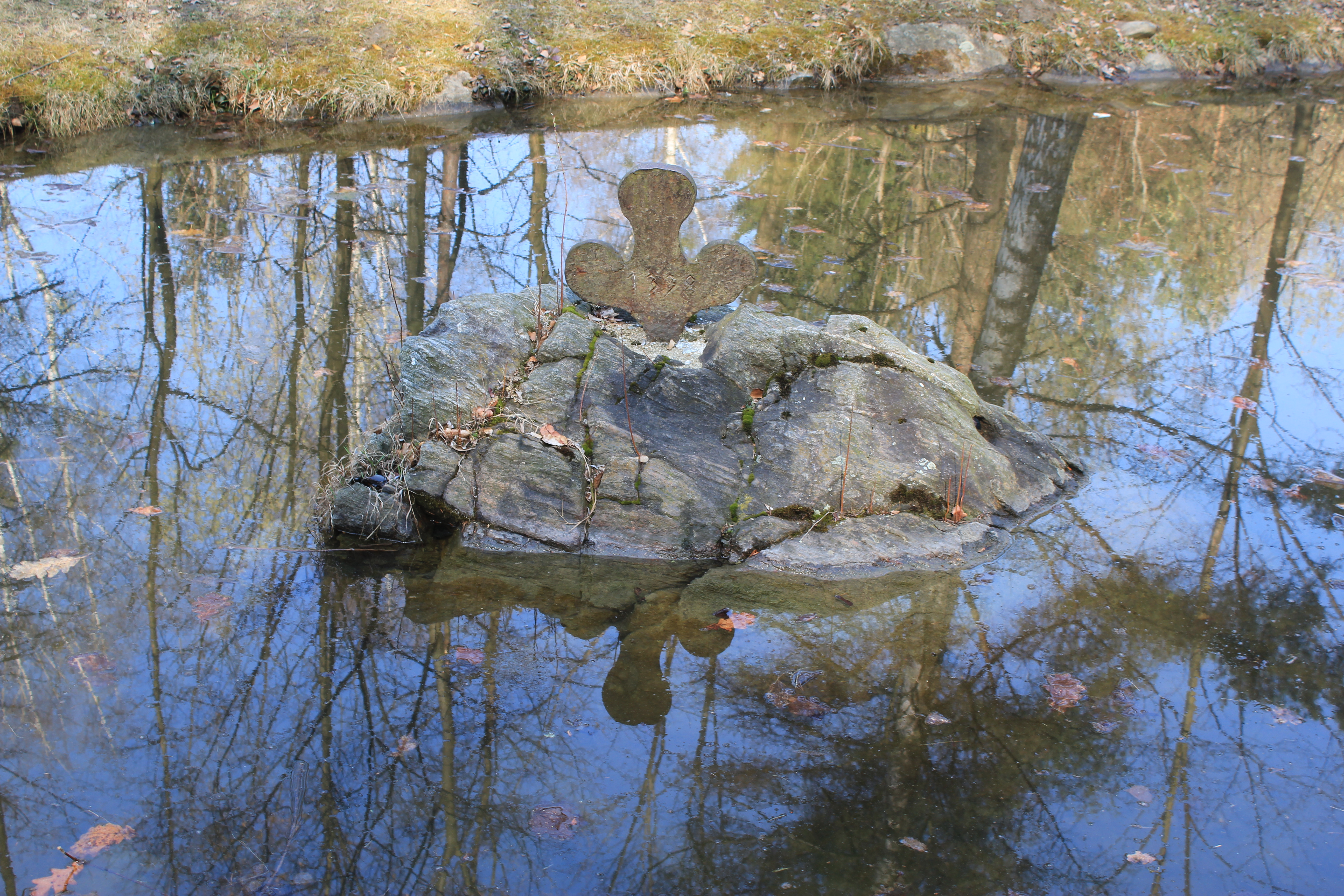
Юденштайн в Вольфсберге, крест с чудесными гостиями

В австрийском городе Вольфсберге имеется антисемитский памятник «Еврейский камень» (нем. Judenstein). Первоначально он располагался на скале посреди реки Лафант. В настоящее время Юденштайн находится в пруду рядом с отведённым в сторону Лафантом. Мемориал связан с преследованиями евреев в Вольфсберге в 1338 и 1348/49 годах и представляет собой крест с гостиями на концах своих лучей. Согласно местной легенде, в 1338 году евреи осквернили гостии и выбросили их в реку. Однако гостии спокойно плыли по бурной реке и проплыли сквозь возвышающийся посреди реки камень. В присутствии прибывшего на место аббата Генриха из монастыря Святого Павла, монахов, городского духовенства и жителей города одна из гостий вознеслась на небо. Две другие гостии были подняты из реки и впоследствии хранились в специальной дароносице для поклонения. Евреи предстали перед судом, в результате чего семьдесят из них были казнены, а все остальные высланы из Вольфсберга. Здание, в котором евреи надругались над гостиями, было преобразовано в церковь Святой Крови. В 2000 году в целях борьбы с антисемитской легендой и в память о еврейских жертвах рядом с крестом была установлена мемориальная доска с разъяснительным текстом.

Памятник Теодору Фричу в Берлине (1935) работы Артура Веллмана

В 1935 году в Целендорфе (Берлин) был установлен памятник Теодору Фричу, наиболее крупной фигуре предвоенного немецкого антисемитизма периода между 1900 и 1914 годами. Скульптура была названа «первым антисемитским мемориалом в Германии». Мемориал являлся идеей мэра Целендорфа Вальтера Хельфенштейна и был выполнен скульптором Артуром Веллманом. Он был основан на образе Зигфрида из песни о Нибелунгах. Скульптура, установленная на постаменте, изображала обнажённого мускулистого мужчину. Однако, в отличие от сюжета песни о Нибелунгах, на мемориале этот герой поражал не дракона-линдворма, а сидел верхом на лежащем в подчинённой позе чудовище и бил молотом по его голове, при этом монстр имел еврейское лицо. Этот образ отсылал как к идее Фрича уничтожать евреев, так и к основанному им издательству «Молот». На основании памятника золотым шрифтом фрактурой мастер из Целендорфа нанёс антисемитские цитаты Фрича. Во время войны, в 1943 году, памятник был переплавлен для производства оружия.

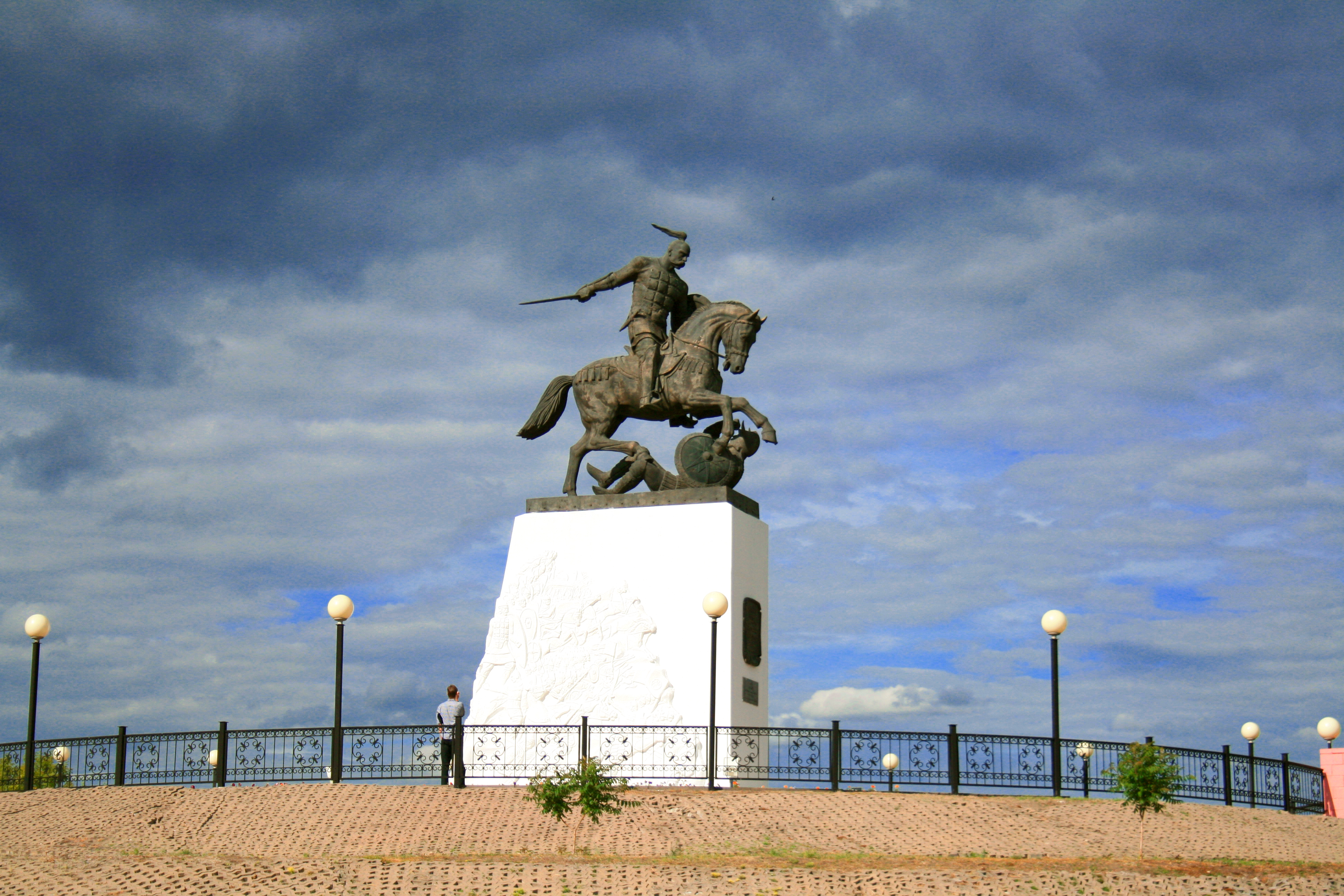
Памятник князю Святославу в Холках (2005) работы Вячеслава Клыкова

С идеями антисемитского хазарского мифа связан памятник князю Святославу (2005) работы скульптора Вячеслава Клыкова: на щите поверженного хазарского воина изображена звезда Давида, на щите князя — неоязыческий и неонацистский символ «коловрат» (восьмиконечная свастика). Композиция в целом является отсылкой к изображению Георгия Победоносца, который побеждает змея-Сатану. Установка памятника была привязана к «Дню победы Святослава над иудейской Хазарией». Предполагалось, что он станет местом собраний сторонников «борьбы с хазарами», но памятник был установлен в отдалённой местности, в селе Холки Белгородской области. Другой памятник Святославу работы Клыкова установлен в Запорожье (2005). Ряд памятников этому князю установлены в других регионах или предлагаются к установке.
В рамках принятого в СССР замалчивания Холокоста на памятниках погибшим в ходе Холокоста вместо слова «евреи» писали «мирные жители» или «советские граждане».